# الفساد في أوزبكستان
الفساد في أوزبكستان هو مشكلة خطيرة. هنالك قوانين لمنع الفساد، ولكن تطبيقها ضعيف جدًا. نسب المقاضاة المنخفضة للمسؤولين الفاسدين هي عامل مساهم آخر في الفساد المتفشي في أوزبكستان. لا يعتبر التأثير على تصرف موظف عمومي من قبل موظف غير عمومي جريمة جنائية. يواجه النظام القضائي عجزًا وظيفيًا حادًا بسبب الموارد المحدودة والفساد.
في أوزبكستان، الفساد حاضر واقعيًا في كل مستويات المجتمع والعمل والحكومة. هو أيضًا أحد أكثر البلدان فسادًا، ومن بين العوامل المساهمة هو امتلاكه ثاني أكبر اقتصاد في آسيا الوسطى، احتياطاتها الكبيرة من الغاز الطبيعي، وموقعها الجغرافي بين القوى المتنافسة لما يُسمى بالحرب الباردة الثانية.
يصنف مؤشر مدركات الفساد لمنظمة الشفافية الدولية لعام 2017 البلد في المرتبة 157 من بين 180 بلدًا.
«الكسب غير المشروع والرشوة بين المسؤولين في المستويات الدنيا والوسطى هي جزء من الحياة اليومية وقد تكون صريحةً حتى في بعض الأوقات» بحسب فريدوم هاوس، مما يضيف بأن وجود الفساد في كل مكان يساعد في «الحد من تكافؤ الفرص».
يقتبس تقرير من عام 2015 لمنظمة العفو الدولية رجل أعمال كان قد اعتُقل وعُذب عام 2011، قوله بأن الفساد في أوزبكستان هو «سرطان انتشر في كل مكان».

## الفساد في الحكومة

### السلطة الرئاسية
قال الفنان الأوزبكي فّياتشيسلافّ أوخونوفّ لمجلة دير شبيغل عام 2015 بأن رئيس أوزبكستان الراحل إسلام كريموفّ، كان «ديكتاتورًا» ولديه ميول للمافيا. اتُهم كريموفّ بحكم أوزبكستان بقبضة من حديد لفترة ربع قرن، مُشكلًا ثقافة «لديها تشابه مع كوريا الشمالية أكثر من الصين.» دوَّن النقاد بشكل ساخر عدم وجود بث لأخبار متلفزةً تقريبًا دون أن تشمل كريموفّ «يقص الشريط لمنشأة جديدة ما في مكان ما». بحسب مؤسسة هيرتج، امتدت سلطة كريموفّ المطلقة إلى المناصب القضائية.
ذكرت فريدوم هاوس بأن كريموفّ مارس سلطته الكاملة على السلطة التشريعية، التي تعمل بمثابة «ختم مطاطي» يوافق على قرارات كريموفّ. تقول المجموعة بأن سلطة كريموفّ المطلقة سمحت له باستغلال كل مجالٍ للنشاط في بلاده لمنفعته الاقتصادية الشخصية.
حتى بعد وفاته في منصبه، بقي تأثير كريموفّ حازمًا بما فيه الكفاية للسماح لخليفته الذي اختاره، رئيس الوزراء شوكت ميرزيوفّ، بأن يكون الرئيس بالنيابة بانتظار الانتخابات الرئاسية الفرعية في تجاهل صارخ للدستور، مما وضع المسؤولية بيد رئيس مجلس الشيوخ.

### فضيحة فساد اتصالات غولنارا كريموفّا
ابنة الرئيس، غولنارا كريموفّا، ارتبطت (كالرئيس نفسه) بفساد على نطاق واسع. بدأ تحقيق جنائي سويسري عام 2012 ووُجه في البداية ضد مواطنين أوزبكيين كان لديهم علاقات مع كريموفّا. اعتُقل اثنان منهم في تلك السنة وأُطلق سراحهم بكفالة. وأيضًا في عام 2012، قال وثائقي تلفزيوني سويدي أن شركة اتصالات سويدية، اسمها تلياسونيرا، كانت قد دفعت مبلغ 320 مليون دولار إلى تاكيلانت (شركة قشرية مقرها جبل طارق يقال إنها ترتبط بكريموفّا) في مقابل التراخيص والترددات في أوزبكستان.
في يناير 2013، أصدر المحقون السويديون وثائقًا جديدة تُظهر بشكل واضح أن تيلياسونيرا حاولت التفاوض مباشرةً مع كريموفّا. في نفس السنة، بدأت السلطات الأمريكية والهولندية بالتحقيق في كريموفّا.
في فبراير 2014، أُجبر الرئيس التنفيذي لتيلياسونيرا على الاستقالة بعد الكشف عن إخفاقات كبيرة في العناية الواجبة. في مايو، جعل الإعلام السويدي الوثائق متاحةً للعلن والتي أشارت إلى أن كريموفّا أملت بقوة شروط عقد تيلياسونيرا وهددتها بعوائق. استمرت تحقيقاتٌ بشأن غسيل الأموال في سويسرا والسويد على مدار السنة، وجُمدت مئات الملايين من الدولارات في حسابات مرتبطة بالقضية من قبل السلطات.
في مارس 2014، بدأت السلطات السويسرية تحقيق غسيل أموال يخص كريموفّا، وقالت النيابة العامة في بيرن أن الأدلة قادت بتحقيقهم إلى السويد وفرنسا وأنهم «استحوذوا على أصول تزيد قيمتها عن 800 مليون فرنك سويسري (912 مليون دولار).» بحسب الصحيفة السويسرية لوطون، شملت 500 مليون من التمويلات المستحوذ عليها تيلياسونيرا وبقيت «تشمل الأصول الشخصية لكريموفّا.»
في عام 2014، حققت وزارة العدل الأمريكية (دي أو جاي) وهيئة الأوراق المالية والبورصات الأمريكية (إس إي سي) في تيلياسونيرا وكذلك فيمبلكوم المحدودة التي مقرها في أمستردام. والمؤسسة الروسية إم تي إس للاشتباه في أن هذه الشركات الثلاث قد نقلت مئات الملايين من الدولارات إلى شركاتٍ تتحكم بها كريموفّا. أشار تقرير في أغسطس 2015 إلى أن المدَّعين الأمريكيين كانوا يطلبون من السلطات في إيرلندا، وبلجيكا، ولوكسمبورغ، والسويد، وسويسرا الاستحواذ أصول بقيمة حوالي مليار دولار ترتبط بتحقيقهم. ذكرت إذاعة أوروبا الحرة في يناير 2015 أن التنفيذيين في شركة الاتصالات النرويجية تيلينور، والتي تملك ثلث فيمبلكوم، كان لديهم علم بالرشاوى التي كانت تجري بالملايين.
في مارس 2015، طلبت وزارة العدل الأمريكية من السويد تجميد 30 مليون دولار من التمويلات التي يحتفظ بها مصرف نورديا الواقع في ستوكهولم. اكتشف تحقيق وزارة العدل الأمريكية بأن الشركات كانت قد «دفعت رشاوى إلى مسؤولين أوزبكيين للحصول على أعمال الاتصالات الجوالة في أوزبكستان». كشف المحققون الأوروبيون بأن تاكيلانت كانت تُدار من قبل معاون كريموفّا السابق.
ذكر تقريرٌ في يوليو 2015 بأن السلطات الأمريكية كانت تسعى إلى حجز 300 مليون دولار أمريكي في حسابات مصرفية في إيرلندا، لوكسمبورغ وبلجيكا، زاعمين أن التمويلات كانت رشاوى دُفعت إلى كريموفّا.
في أغسطس 2015، ذكرت إذاعة أوروبا الحرة بأن السلطات الأوزبكية اعتقلت تسعة مشتبه بهم مرتبطين بالتحقيقات، ومن ضمنهم اثنان من كبار المسؤولين التنفيذيين في مصنع تعليب كوكا كولا في أوزبكستان، والذي كانت كريموفّا تملكه سابقًا.

### الفساد في الانتخابات
«ليس هنالك انتخابات حرة في أوزبكستان»، بحسب فريدوم هاوس. في انتخابات إبريل 2015، حصل كريموفّ على 90.39% من الأصوات، وفاز للفترة الرئاسية الرابعة، بالرغم من ان الدستور يحدد الرئيس بفترتين رئاسيتين. كان مراقبو الانتخابات من منظمة الأمن والتعاون في أوروبا ناقدين لسير الانتخابات، ووصفها ستيفّ سويردلو من هيومن رايتس ووتش بأنها «زائفة.»

### السلطة القضائية
الفساد واسع الانتشار في السلطة القضائية في أوزبكستان. النظام القضائي مستقل بشكل رسمي، ولكن الفساد متفشي، والقانون يسمح في الواقع بأنواعٍ معينة من التدخل الحكومي و«المواربة.» الموظفون العموميون، والمحامون، والقضاة عادةً «يفسرون التشريعات المحلية بصورة غير متسقة ومتعارضة مع بعضها البعض.» الفساد هو ميزة قياسية للإجراءات القانونية، في الصراعات بين الشركات بشكل رئيسي. يقال إن القضاة يأخذون رشاوىً وعمولات من الأفراد والشركات مقابل إصدار أحكامٍ مناسبة. السلطة القضائية تحت سيطرة المدير، مليئة بمحاباة الأصدقاء، والمحسوبية، والعمولات، وتتميز بعمليات استئناف «غير شفافة ولا يُعتمد عليها». «الرشاوى، واستغلال المنصب والتفسيرات الغامضة للقوانين» تؤدي إلى قراراتٍ غير عادلة. في القضايا التجارية، يقال إن المحاكم تُفضل الشركات المحلية على الأجنبية. تزعم المحاكم أيضًا بأنها توجه اتهاماتٍ بالفساد للمسؤولين ذوي المناصب الرفيعة فقط بأوامر رئاسية. بالرغم من أن النظام القضائي مطلوبٌ منه دعم «حقوق المستثمر وحرمة العقود.» يقال إنها تفضل عمليًا «الكيانات المملوكة للدولة أو المنتسبة للحكومة.»
تقول مؤسسة هيرتج بأن إجراءات المحكمة في أوزبكستان «تعجز عن بلوغ المعايير العالمية، وبإمكان الشخصيات ذات السلطة صادرة الأملاك مع الإفلات من العقوبة.» بالإضافة إلى ذلك، بالإمكان مصادرة الملكية الخاصة بواسطة الحكومة دون سبب، ودون نظام لتسجيل حق الحجز والمنقولات.